# Fabrizio Ficini
Fabrizio Ficini (* 11. Oktober 1973 in Empoli) ist ein ehemaliger italienischer Fußballspieler, der vor allem für seine Spielzeit bei seinem Heimatverein FC Empoli bekannt ist, für den er mit Unterbrechungen die meiste Zeit seiner Profikarriere aktiv war, so bestritt er mehr als 100 Spiele für den Klub und war in späteren Jahren auch Kapitän seiner Mannschaft.

## Karriere
Ficini kam 1990 als 17-jähriger aus der Jugend seines Heimatvereins FC Empoli, in seiner Anfangszeit bekam er allerdings noch wenige Chancen, um sich zu beweisen. In der Saison 1994/95 erhielt er unter den damaligen Trainern Francesco D’Arrigo und Walter Nicoletti zwar mehr Spielzeit, den endgültigen Durchbruch schaffte er jedoch nach der Ankunft von Luciano Spalletti. Spalletti und Ficini erwiesen sich als starkes Duo im Mittelfeld und ergänzten sich gegenseitig.
Von 2001 bis 2007 hatte er mit Empoli seine erfolgreichste Zeit, in der Serie B-Saison 2004/05 feierte er mit seiner Mannschaft den Aufstieg als Meister, und auch in den folgenden Jahren galt er im Defensivbereich als einer der Stammkräfte und war zwischenzeitlich auch Kapitän.
Insgesamt bestritt Ficini 163 Serie-A-Partien und 129 Partien in der Serie B.

## Spielweise
Fabrizio Ficini galt auf dem Platz als unauffällig und schnörkellos, seine eher durchschnittliche technische Begabung machte er durch unermüdliches Arbeiten wett. Ficini galt als „Teamplayer“ und stellte sich stets in den Dienst seiner Mannschaft, dies war einer der Hauptgründe dafür, warum er später zum Kapitän avancierte.